# Zesdaagse van Maastricht
De zesdaagse van Maastricht werd tussen 1976 en 1987 jaarlijks verreden in de Eurohal (Maastricht).
De editie van 1987 was tevens het afscheid van Joop Zoetemelk als actief wielrenner.
In 2006 was de zesdaagse terug in Maastricht, na bijna 20 jaar te zijn weggeweest. Deze editie in het MECC Maastricht werd gewonnen door het Zwitserse koppel Bruno Risi en Franco Marvulli voor het Belgisch-Italiaanse duo Iljo Keisse/Marco Villa en de Nederlanders Danny Stam en Peter Schep. De editie van 2007 werd afgeblazen omdat de organisatie de financiering niet rond kreeg en voorzitter Jan Hoen een hartaanval had gekregen. Daarna is er geen zesdaagse meer geweest.

## Winnaars
- 1976 Patrick Sercu (Bel) - Graeme Gilmore (Aus)     615 punten
- 1977 Patrick Sercu (Bel) - Eddy Merckx (Bel)        697 punten
- 1978 René Pijnen   (Ned) - Gerrie Knetemann (Ned)   696 punten
- 1979 Danny Clark   (Aus) - Don Allan (Aus)              234 punten
- 1980 René Pijnen   (Ned) - Gerrie Knetemann (Ned)   379 punten
- 1981 René Pijnen   (Ned) - Ad Wijnands (Ned)        517 punten
- 1982 René Pijnen   (Ned) - Ad Wijnands (Ned)        566 punten
- 1983 Albert Fritz  (Dui) - Dietrich Thurau (Dui)    409 punten
- 1984 René Pijnen   (Ned) - Danny Clark (Aus)        381 punten
- 1985 Danny Clark   (Aus) - Anthony Doyle(GBr)       421 punten
- 1986 René Pijnen   (Ned) - Dietrich Thurau (Dui)    226 punten
- 1987 Danny Clark   (Aus) - Anthony Doyle (GBr)      302 punten
- 2006 Bruno Risi    (Zwi) - Franco Marvulli (Zwi)    364 punten